# Documentoscopia
Documentoscopia é uma ciência forense que diz respeito ao estudo e análise de documentos com o intuito de apurar sua autenticidade ou falsidade.
Documento é qualquer registro de um conhecimento ou de um fato. Esta definição inclui, entre outras, a análise de escritas e assinaturas, de impressões gráficas de todos os tipos, de papéis e outros suportes, de marcas, de mídias em geral (mídias e seus conteudos, quando se tratar de informações, são normalmente consideradas como documentos pelo tribunais), de fotografias e imagens, de áudios, de vídeos etc.

## Etapas
A análise de um documento pode envolver diversos aspectos, cada um desenvolvido atraves de técnicas especificas. Algumas subdivisões da documentoscopia são:
- Grafotecnia (análise de escrita manual e das assinaturas)
- Mecanografia (estudo da escrita mecânica, incluindo impressoes digitais)
- Alterações Documentais (deteção de rasuras, acréscimos, substituições, montagens, cancelamentos)
- Exame de Selos e outros Papeis de segurança
- Exame de Tintas (de escrita manual e mecânica)
- Exame de Suporte
- Exame de Instrumentos Gráficos

Em alguns casos, como, por exemplo, na análise de áudios, vídeos, imagens ou outros documentos digitais, a documentoscopia pode transbordar ou fazer uso de técnicas associadas a outras ciências forenses, como a computação forense ou a fonologia forense.